# Морган Ортагус
Морган Дінн Ортагус (англ. Morgan Deann Ortagus; нар. 10 липня 1982 року, Оберндейл, Флорида) — американська держслужбовиця, речниця Державного департаменту США з 2019 до 2021 року. Офіцер резерву ВМС США.

## Біографія
Виграла титул Miss Florida Citrus 2002 року. 2005 року здобула ступінь бакалавра з політології у Південному коледжі Флориди (з відзнакою). 2013 року Ортагус закінчила Університет Джонса Гопкінса (з відзнакою). Магістр ділового адміністрування.
Була співробітницею штабу конгресмена-республіканця Адама Патнема. 2006 року Ортагус працювала прессекретарем кандидата до Сенату Кетлін Мак-Фарленд.
2016 року була волонтером президентської кампанії Джеба Буша.
З 2007 до 2008 року працювала в Агентстві з міжнародного розвитку (USAID) при адміністрації Джорджа Буша.
2008 року Ортагус стала працювати у Міністерстві фінансів США, була аналітиком розвідки в Управлінні розвідки та аналізу Казначейства (регіони Північної Африки та Близького Сходу).
2010 року виконувала обов'язки заступника аташе з питань фінансів у Посольстві США в Ер-Ріяді, Саудівська Аравія.
Працювала у Standard Chartered, 2016 року стала виконавчим директором в Ernst & Young.
Республіканський стратег на каналі Fox News.
Ортагус та Саманта Віноград є співзасновницями консультативної фірми GO Advisors.

## Особисте життя
Одружена з Джонатаном Вайнбергером з 2013 року. Вайнбергер працював виконавчим секретарем Міністерства фінансів США з 2003 до 2008 року та асоційованим генеральним радником та виконавчим секретарем Білого дому у сфері торгівлі з 2008 до 2012 року.